# Virgílio Moretzsohn de Andrade
Virgílio Moretzsohn de Andrade (* 9. März 1941 in Barbacena) ist ein ehemaliger brasilianischer Diplomat.

## Leben
Virgílio Moretzsohn de Andrade ist der Sohn von Olkemey Moretzsohn de Andrade und Henrique Horta. Am 3. März 1962 absolviert er den Curso Preparatório à Carreira Diplomática des Rio Branco-Institutes und wurde am 7. November 1963 zum Gesandtschaftssekretär dritter Klasse befördert. Sein Studium der Rechtswissenschaft an der Universidade Pontifica in Rio de Janeiro schloss er am 1. Dezember 1964 ab. 
Als Geschäftsträger des Konsulates wurde Andrade ab dem 1. Januar 1967 nach Los Angeles,  ab dem 30. März 1969 nach Port-au-Prince und ab dem 31. Dezember 1972 nach Quito versetzt, wo er auch zum Gesandtschaftssekretär erster Klasse befördert wurde und wo er ab dem 30. September 1974 den Serviço de Moradias Funcionais leitete.
Nachfolgend wurde Andrade dann ab dem 11. September 1976 als Geschäftsträger des Konsulates  nach Dallas versetzt. Es folgten ab dem 1. Mai 1981 eine Berufung als Gesandtschaftsrat nach Rom und ab dem 30. April 1983 nach Peking. Am 1. Mai 1986 wurde er zum Stellvertretender Leiter der Abteilung Europa ernannt und am 1. Juni 1986 in die Ehrenlegion aufgenommen. Am 1. April 1987 erhielt Andrade eine Versetzung als Gesandtschaftsrat nach Bonn und ab dem 1. Juni 1987 als Geschäftsträger nach Santo Domingo sowie ab dem 3. August 1989 nach Asunción.
Zwischenzeitlich wurde er am 1. Juni 1988 mit dem Großkreuz des Verdienstordens der Bundesrepublik Deutschland ausgezeichnet. 
Ab 13. November 1991 übernahm Andrade die Leitung der Abteilung Afrika. Als Leiter der brasilianischen Delegation wurde er am 1. März 1992 zum 12. Vorbereitungstreffen der Southern African Development Coordination Conference (SADCC) in Maputo sowie am 1. April 1993 zur ersten SADCC in Harare und am 1. Mai 1995 zur dritten SADCC in Lilongwe entsandt. Schließlich erhielt er am 17. Dezember 1993 die Beförderung zum Gesandtschaftssekretär erster Klasse und übernahm von 1992 bis zum 1. Oktober 1995 den Vorsitz der Fundação Visconde de Cabo Frio. 
Anschließend wurde Andrade am 13. November 1995 zum Botschafter in Kairo und Karthum ernannt und erhielt am 19. Juli 2000 das Exequatur als Generalkonsul in Montevideo und am 19. März 2003 in München. Ab dem 15. Oktober 2005 leitete er die Vertretung des Itamaraty in Rio de Janeiro im dortigen Itamaraty Palast und wurde schließlich vom 29. Januar 2008 bis zum 8. Februar 2011 als Botschafter nach Rabat versetzt.

## Übersicht der Botschafter-Tätigkeiten
| Vorgänger                      | Amt                                                         | Nachfolger                            |
| ------------------------------ | ----------------------------------------------------------- | ------------------------------------- |
| Armindo Branco Mendes Cadaxa   | brasilianischer Geschäftsträger in Port-au-Prince 1969–1972 | Antônio Mendes Vianna                 |
| Vasco Mariz                    | Geschäftsträger in Quito 1972–1974                          | Alarico Silveira Júnior               |
| Guilherme Parreiras Horta      | Geschäftsträger in Santo Domingo 1987–1989                  | Paulo Guilherme Vilas-Bôas Castro     |
| Mário de Mello Mattos          | Geschäftsträger in Asunción 1989–1991                       | Alberto da Costa e Silva              |
| Marcio Paulo de Oliveira Dias  | Botschafter in Kairo 1995–2000                              | Celso Marcos Vieira de Souza          |
| Carlos Alberto Simas Magalhães | Botschafter in Rabat 2008–2011                              | Frederico Salomão Duque Estrada Meyer |